# 桁架 (工程)

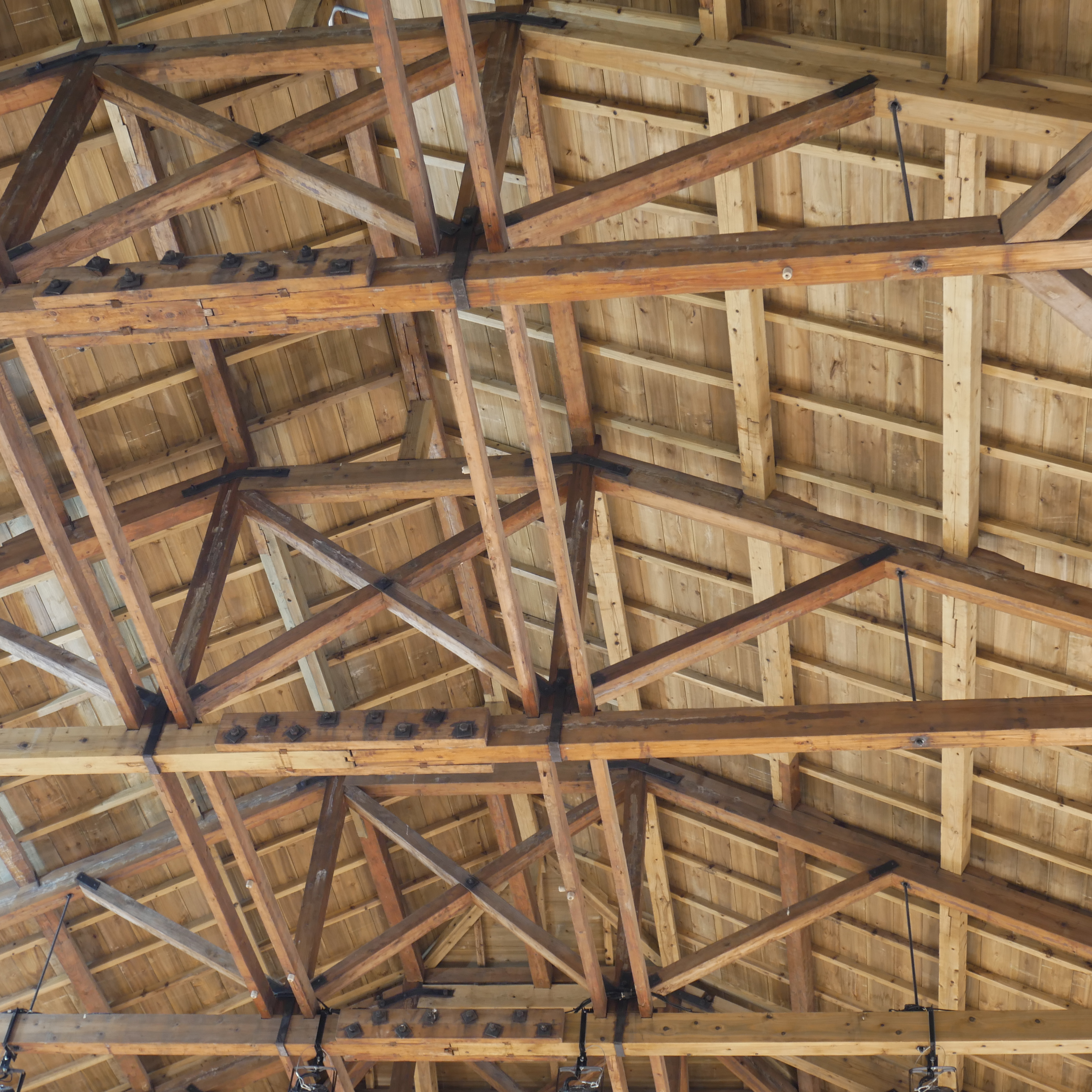
專賣局臺北南門工場桁架

桁架（英語：Truss），為建築工程名詞，是指「只由二力元件組成，組裝後如同單一物體」的結構。二力元件（two-force member）是指只在二個端點上有受力的結構元件。在此嚴格的定義下允許用元件以穩定的組態組合出任意的形狀，不過桁架一般會包括由直杆元件組合而成的結構，其中有五個或更多三角形單位，各元件的末端以結構節點相連接，稱為頂點。
在此定義下，外力及因外力而產生的反作用力一般會視為只作用在端點上，而且只會讓元件產生張力及壓力，若都是直桿元件，不考慮各元件所受到的轉矩，因為桁架中所有元件的結構節點都是旋轉接點。一元件受到的轉矩無法傳遞到其他元件。
平面桁架是指所有的節點都位於同一個二維平面以下，而空間桁架有元件及節點延伸出二維平面以外。桁架最上方的杆一般稱為上弦杆（top chord），多半只承受壓迫力。最下方的杆一般稱為下弦杆（bottom chord），多半只承受張力。桁架中間的杆一般稱為梁腹（web），梁腹之間形成的空間稱為桁格（panel）。

## 詞源
桁架的英文源自約1200年時的古法文，意思是「許多連結在一起東西的集合」。truss一詞還常常用來描述由許多元件組合的物體，例如曲木框架及屋頂的椽架，不過也常用來表達以下工程上的定義「桁架是由許多個別結構件組成的單一平面框架，結構件的末端互相連接，形成許多三角形，可以延伸很長的距離。」。

## 桁架的特點
桁架一般（但並非一定）會包括直桿結構件，彼此以接點相連，這些接點也稱為panel points。  桁架一般（但並非一定）會由三角形組成，因為三角形有其結構上的穩定性。三角形是最簡單只要各邊長度確定，其形狀就不會改變的幾何圖形。相較起來，四邊形的各邊及各角都要確定才會確定其形狀。

### 簡易桁架

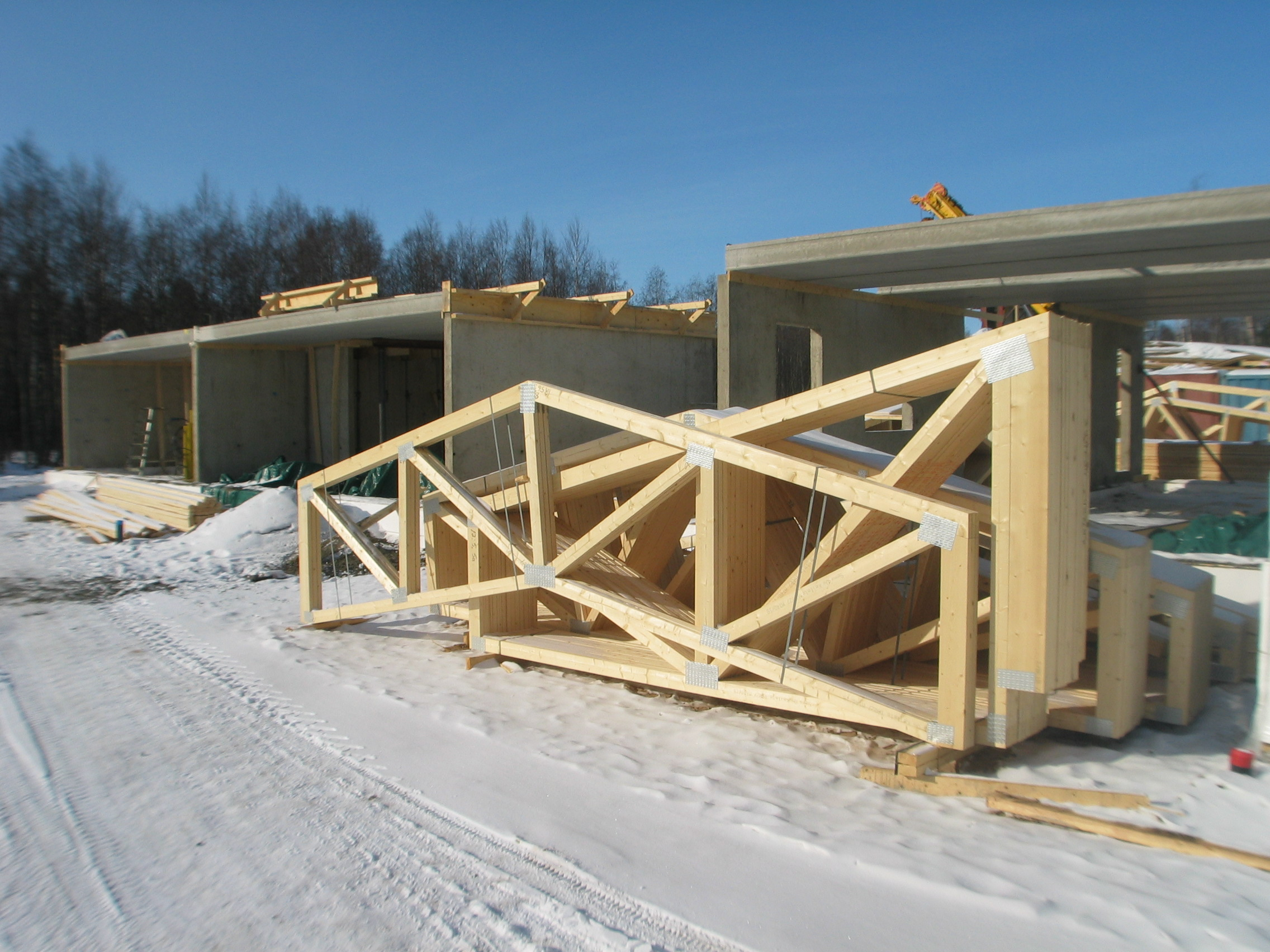
屋頂用的平面桁架

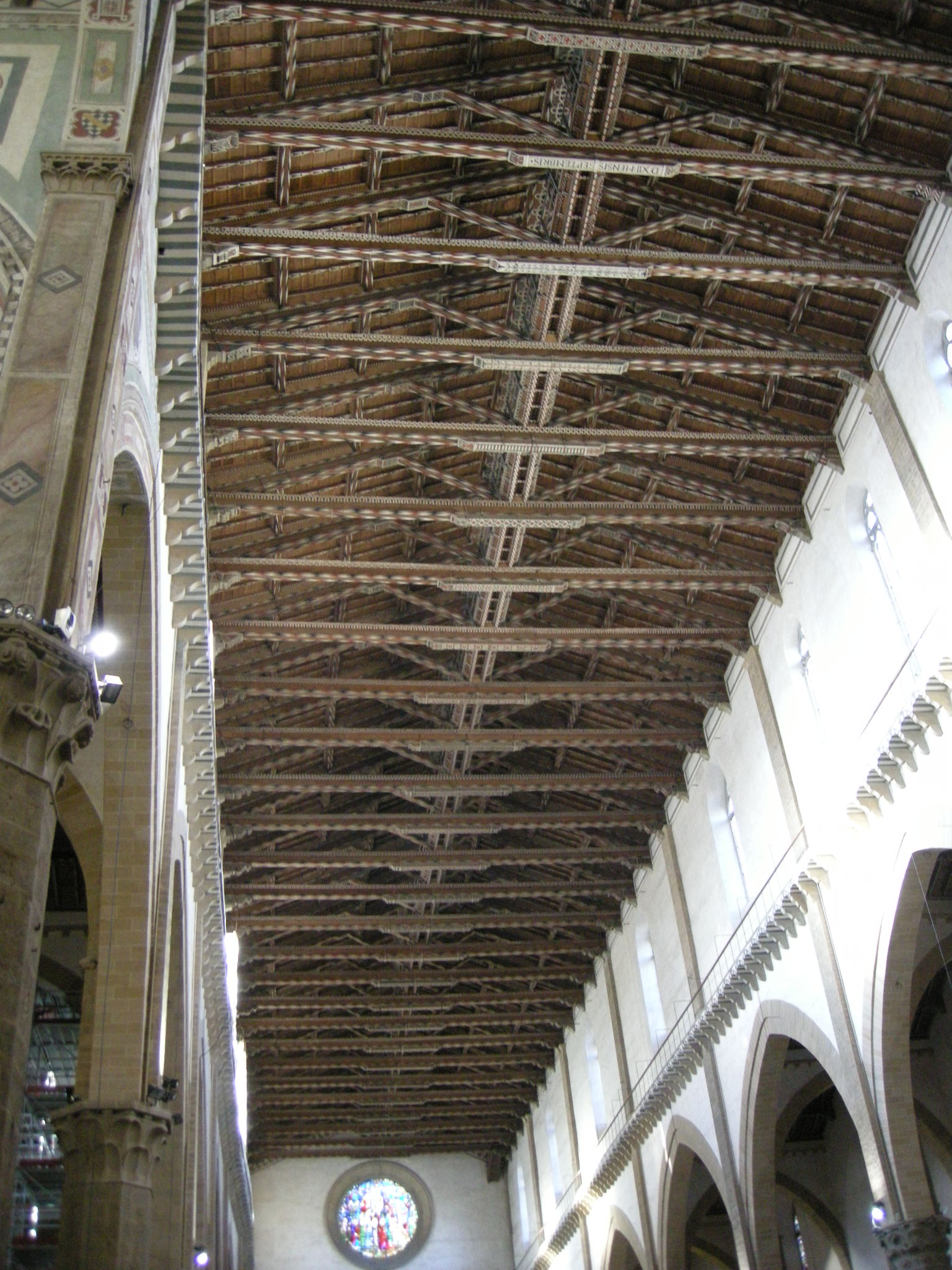
佛羅倫斯圣十字圣殿的屋頂用桁架

三角形就是最簡單的桁架，這類的桁架常出現在屋頂，由二根斜向的椽架及水平的托梁組成一個單元，像在自行車及飛機上也可以看到類似的架構。這類的桁架有形狀的穩定性，且已有方法可以分析其各部份的受力，因此由三角形組成的桁架稱為簡易桁架。像傳統由二個相鄰三角形組成的鑽石型自行車車架，就是簡易桁架的例子。

### 平面桁架
平面桁架位在同一平面上，一般會用數個平面桁架平行排列，組成屋頂及橋梁。
平面桁架的深度，也就是平面桁架上方及下方的上弦杆及下弦杆之間的距離，是桁架之所以成為經濟耐用的結構的原因。實心的梁或是樑不論是重量或是成本，都比相同強度的桁架要貴。跨度相同時，若桁架的深度越深，其上弦杆及下弦杆所需的材料越少，但垂直杆及對角線杆需要的材料會增加。因此若深度最佳化，桁架的成本也可以節省。

### 立體桁架
空間桁架是三維的框架，各杆的末端以旋轉接點相接。四面體的外形是最簡單的桁架，由六根杆組成，有四個接點。大型的平面結構也可以用四面體組成，在大型的獨立輸電桿塔中也有用到立體桁架。
- 簡單的四面體立體桁架
- 用作屋頂的平面桁架示意圖
- 輸電桿塔（英语：power line pylon）

## 桁架種類
有二種基本的桁架：

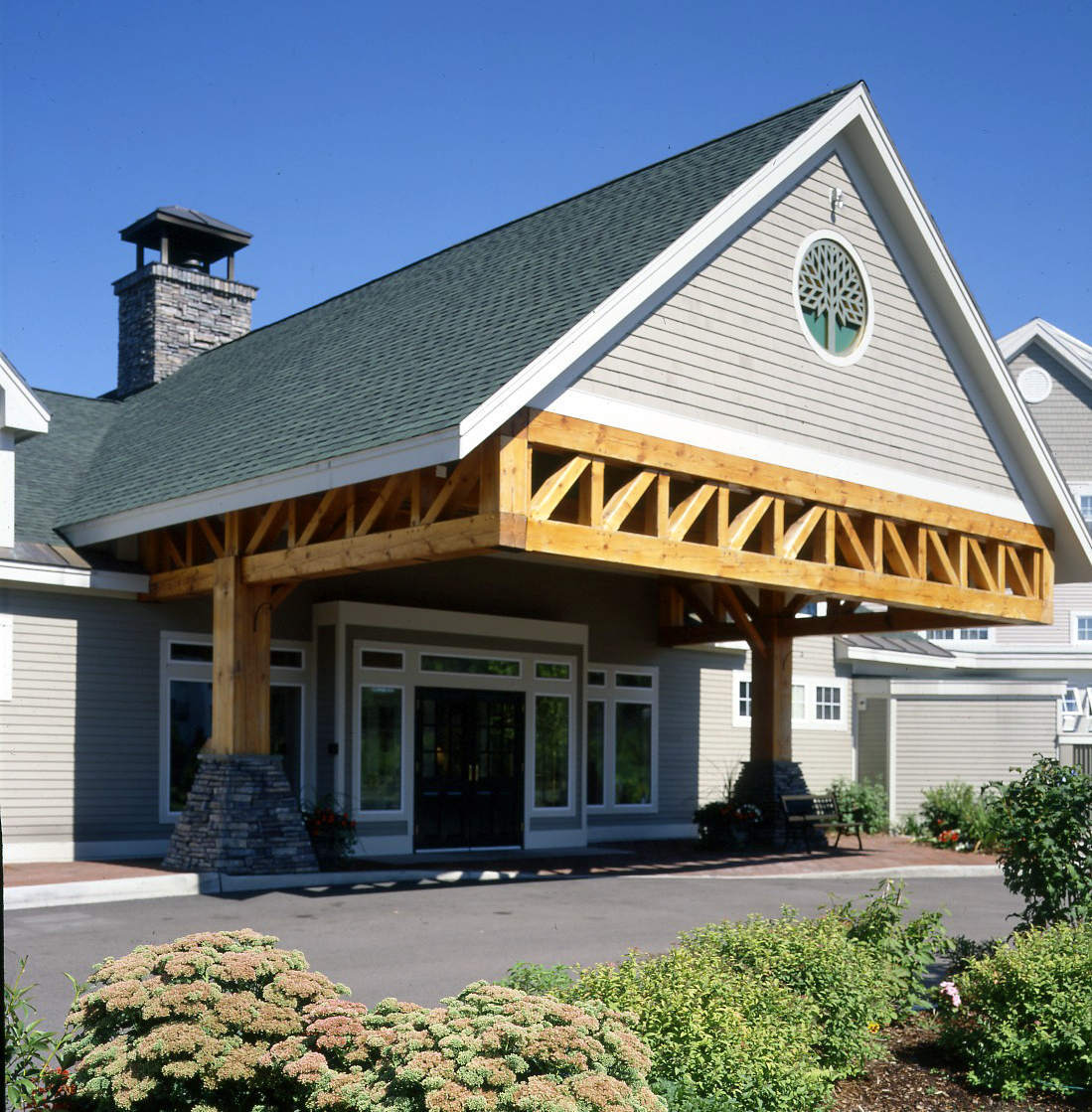
商用建築中用大型木材組成的豪威桁架（Howe truss）

- 坡頂桁架（pitched truss）或是一般桁架（common truss）特點是其三角形的外形，有些一般桁架會依其腹杆組態（web configuration）有不同的名稱。其弦杆大小及腹杆組態會依其跨距、負載及其空間而不同。
- 平行弦桁架（parallel chord truss）或扁桁架（flat truss）其特點是其平行的上弦杆及下弦杆，會用在樓板結構中。

若桁架結合二者的特色，稱為截斷桁架，用在庑殿顶（屋頂二側傾斜，但最上方平坦）的建築。金屬板連接的木桁架是指屋頂或樓板的桁架，其中木頭部份和金屬桁架連接板相連。

### 普拉特桁架
普拉特桁架（Pratt truss）是由二位波士顿鐵路工程師在1844年申請專利，他們是Caleb Pratt及他的兒子Thomas Willis Pratt。其設計用垂直杆件來承受壓縮力，水平垂直杆件來承受張力，現今這仍是常用的桁架型式，只是原有的木頭換成鐵，最後再換成鋼。普拉特桁架持續受歡迎的原因也許也因為較長的對角杆件只承受因為重力效應產生的張力，因為對角細長杆件若承受壓力下，比較容易會挫曲，這在設計上也不易控制。因為若針對固定深度的平面桁架，承受靜態、垂直的荷重，普拉特桁架也許是最有效的桁架。
亞利桑那州坦佩的南太平洋鐵路橋全長393公尺，是1912年興建的長桁架橋，由九段長度不同的普拉特桁架組成，此橋現今還在使用。
莱特飞行器的機翼結構也使用普拉特桁架，其受壓杆件的最小化可以降低風阻。

### 弓弦桁架
弓弦桁架（Bowstring truss）因其外型得名，最早用在有拱的桁架桥，常和繫拱橋混淆。弓弦桁架橋的桥拱和橋面是以杆件相連，而繫拱橋是用繩索或鋼索連接桥拱和橋面。
在二次大戰時時興建了上千座弓弦桁架，目的是為了飛機庫或是其他軍用建築的曲線。連結上弦杆和下弦杆之間的杆有許多不同的變化，從接近等腰三角形到類似普拉特桁架的變體。

### 單柱桁架
單柱桁架（king post truss）是桁架中最簡單的一種，有一個垂直的柱子支撐，兩側則有斜的杆件。
雙柱桁架（queen post truss）類似單柱桁架，但中間是二根垂直柱子，之間用梁連接，以提供其結構穩定性，這類桁架只適用在跨距較短的應用中。

### 透鏡桁架橋

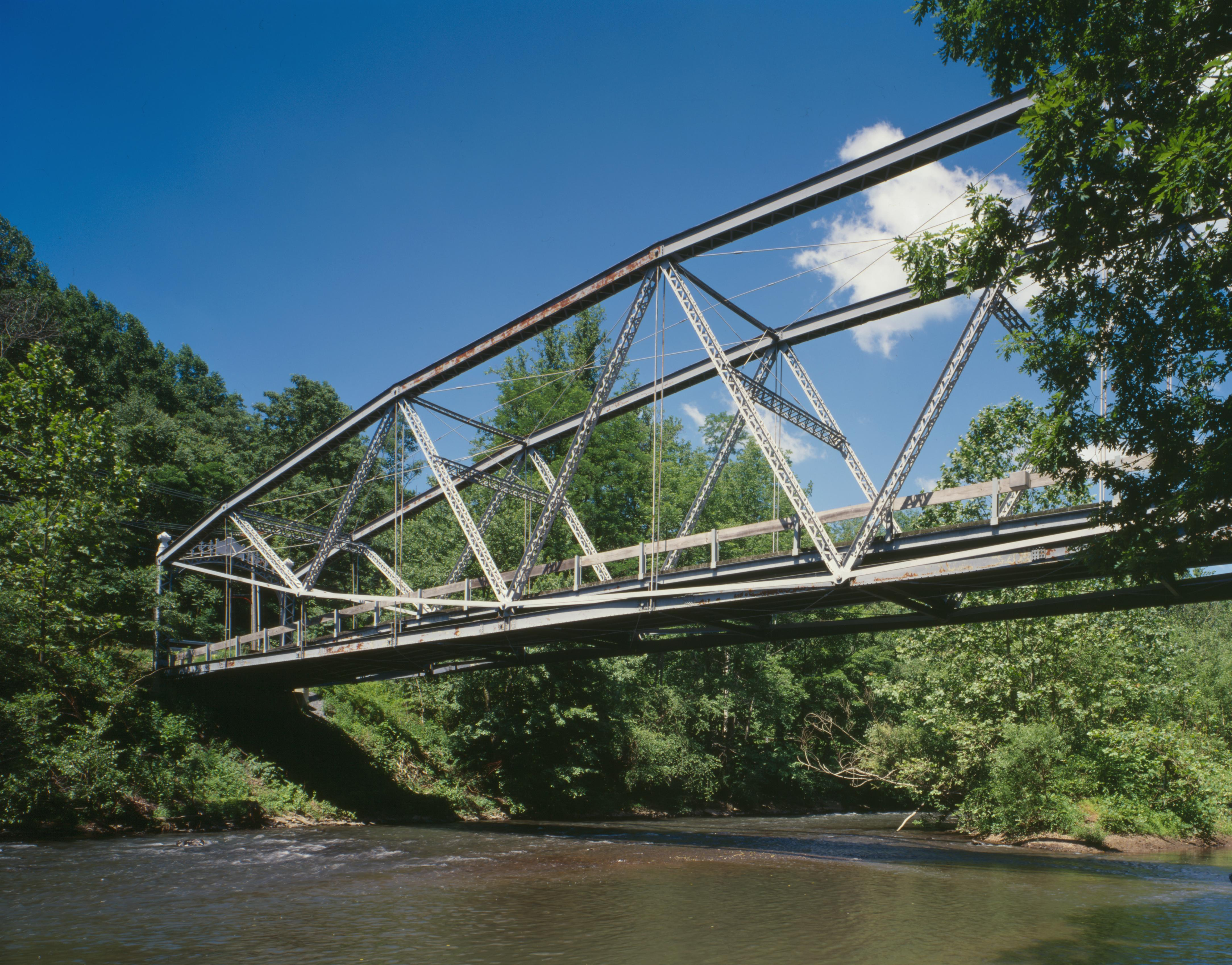
Swatara公園中的Waterville橋就屬於透鏡桁架橋

透鏡桁架橋（Lenticular trusses）是由威廉·道格拉斯在1878年申請專利
，不過1823年的Gaunless橋是第一座透鏡桁架橋，其上弦板及下弦板都是拱形的，因此整體像透鏡一樣。。

### 格構桁架
美國建筑师 Ithiel Town設計了格構桁架，取代用粗重木頭作的橋，他的設計在1820年及1835年申請專利，利用易於處理的木板，對角線的固定在上弦板及下弦板之間。

## 桁架的靜力學
若桁架是用杆件構成，杆件以間的末端以旋轉接點相連，而且只有二個支撐點，結構是鉸接或是滾筒，此桁架是靜定的。用牛頓運動定律可以應用在整個桁架上，也可以用在每一個接點或是組件。為了讓每一個接點在受外力下仍可以維持靜止，需滿足以下的條件：接點所有的合力（水平方向及垂直方向）以及所有的轉矩都要為零。利用每一個接點滿足上述條件，可以得到組件的壓迫力（或張力）的大小。
若桁架的支撐點不只二個，此桁架是靜不定，無法只用牛頓運動定律來判斷杆件的受力。
桁架若是由旋轉接點相連的組件構成，桁架本身不一定要全部由三角形組成。 在數學上，簡單桁架力學平衡的必要條件如下：
{\displaystyle m\geq 2j-r\qquad \qquad \mathrm {(a)} }
其中
m為桁架杆件個數
j為接點個數
r為支撐點反力的數量（在二維結構下多半是3）。
若 {\displaystyle m=2j-3}，桁架稱為靜定，因為只要知道桁架外形及外加的荷重，2j個力學平衡方程式可以完全決定(m+3)個杆件的內力及支撐點反力。若針對某固定數量的接點，這是最少的杆件數，若移除任何一個杆件（或是杆件斷裂）。整個桁架就會倒塌。上述的條件
(a)是必要條件，但不是穩定的充份條件，還要視桁架的幾何結構、支撐點條件以及元件的乘載能力而定。
若結構架設時，其杆件的數量比上述的最小數量還要多，若特定杆件移除或斷裂，結構可能還不會倒塌。其杆件受力的計算除了上述的力學平衡外，還要考慮杆件之間的相對剛度。

## 桁架的分析

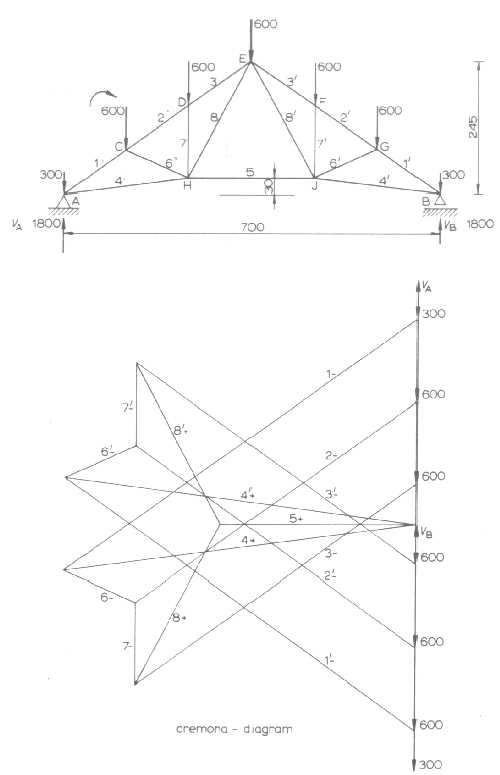
桁架的克雷莫圖（Cremona diagram）

因為桁架上兩桁架梁上的力基本上是在一平面上，桁架一般會用二維的方式建模，不過若有超過平面的力，就會以三維的方式建模。
桁架的分析一般會假設力只施加在節點上，不施加在杆件的中間。杆件的重量遠比荷重輕很多，因此可以忽略。若有需要考慮杆件的重量，可以在讓其二個端點各分擔一半的重量。若杆件均為細長形的外形，在節點上傳遞的轉矩可以忽略，可以將接點視為铰链接點，桁架上各杆件的受力即為純壓迫力或是純拉伸力。剪應力、彎矩或是其他較複雜的應力在實務上都接近零。因此桁架的分析會比較簡單，而且桁架在物理上會比用其他方式布置的結構要堅固，因為幾乎所有材料可以承受的純壓迫力或是純拉伸力都遠大於可承受的剪力、彎矩、扭轉或是其他的施力。
任一種桁架的結構分析都可以用矩陣法求解，像是直接剛度法、撓度法及有限元素法。

### 杆件的受力
杆件的受力也可以用以下的繪圖方式求解：
- 克雷莫圖
- 庫爾曼圖（Culmann diagram）
- 解析利特法（断面法）

### 杆件的設計
桁架可以視為是一個梁，只是其中不是一塊連續的平面，而是由許多結構件組成。在桁架最上方的杆件（上弦板）及最下方的杆件（下弦板）會承受壓迫力及張力，就像工字梁的凸緣一樣。弦板所承受的是壓迫力還是張力視整體彎矩的方向而定。
桁架中對角及垂直的杆件會形成梁腹，會承受剪力。個別來看，梁腹也會承受壓迫力及張力，實際情形視桁架的種類以及整體彎矩的方向而定。

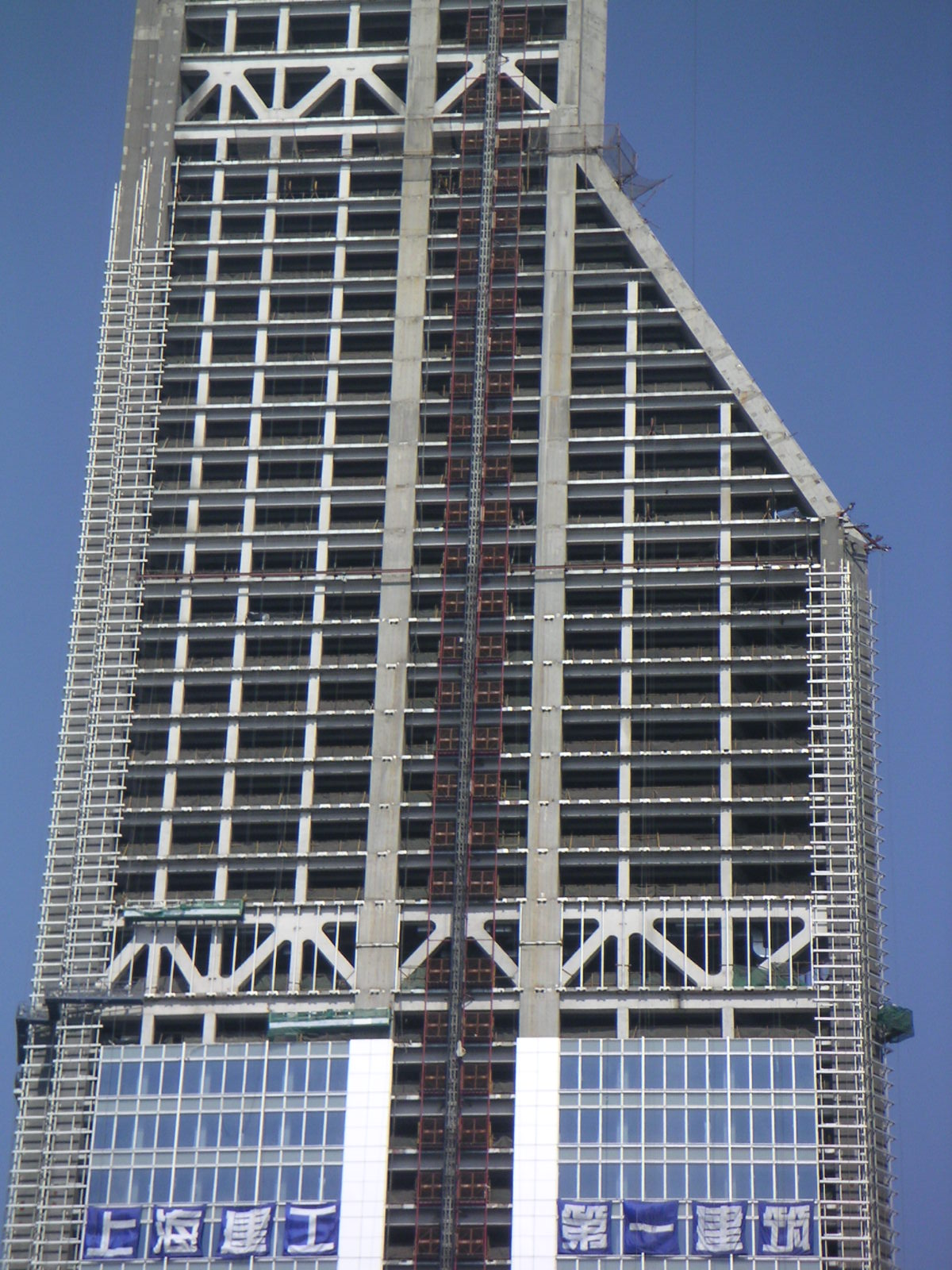
上海建築中的大樓，桁架結構可以穩定建築物，也作為设备层

除了乘載靜力外，這些杆件也有額外的功用，杆件可以穩定結構，避免細長件受壓時常見的挫曲情形。
桁架的內含物主要是根據經濟考量的的工程決定，會根據原物料的成本、異地製造、材料運輸、現場安裝、可機械加工程度以及勞工成本進行整體考量。有時結構的外觀相當重要，甚至會超過經濟層面的考量。像預力混凝土及自動焊接等加工方式，大幅的影響了現代橋樑的設計。
若杆件受力已經確定，下一步是確定各杆件的截面，若是受張力的杆件，其截面積A可以用以下公式求得A = F × γ / σy，其中F為杆件受力，γ為安全係數（一般而言是1.5，但依建築規範而不同），σy 為 材料的屈服強度。若是受壓縮力的杆件，需額外考慮如何避免挫曲。
杆件的重量直接和其截面積有關，其重量某程度也會影響其他杆件，若一杆件變粗，其下方的杆件可能也要變粗。因此會利用迭代計算的方式，經過幾次計算來找到所有杆件的粗細。若之前的計算已完成，但將杆件變細，若不作迭代計算，只會讓其他杆件的安全係數變的比較高（也比較不經濟），無其他影響。
大型的桁架（如橋樑）本身的重量多半會遠小於需乘載的荷重。

### 節點的設計
在決定了元件的截面後，桁架設計的最後一步是處理螺栓節點的細部設計，包括螺栓節點上的剪力及剪應力。依專案的不同，桁架的內部節點可以設定為全固定、半固定或是铰链型。全固定節點會傳遞扭矩給杆件，也會產生杆件的二次扭矩。

## 圖集

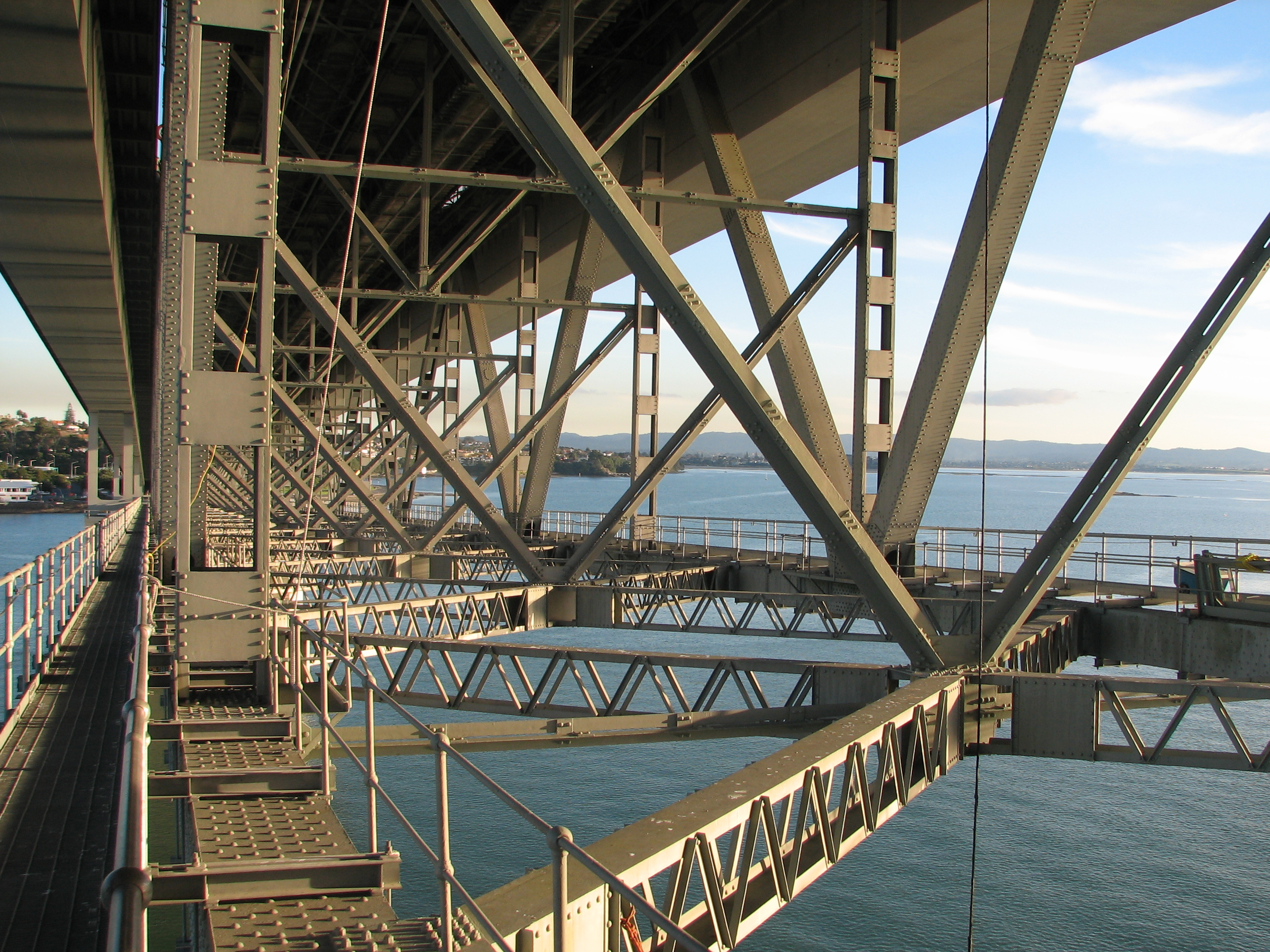
奧克蘭海灣大橋下方的支持結構
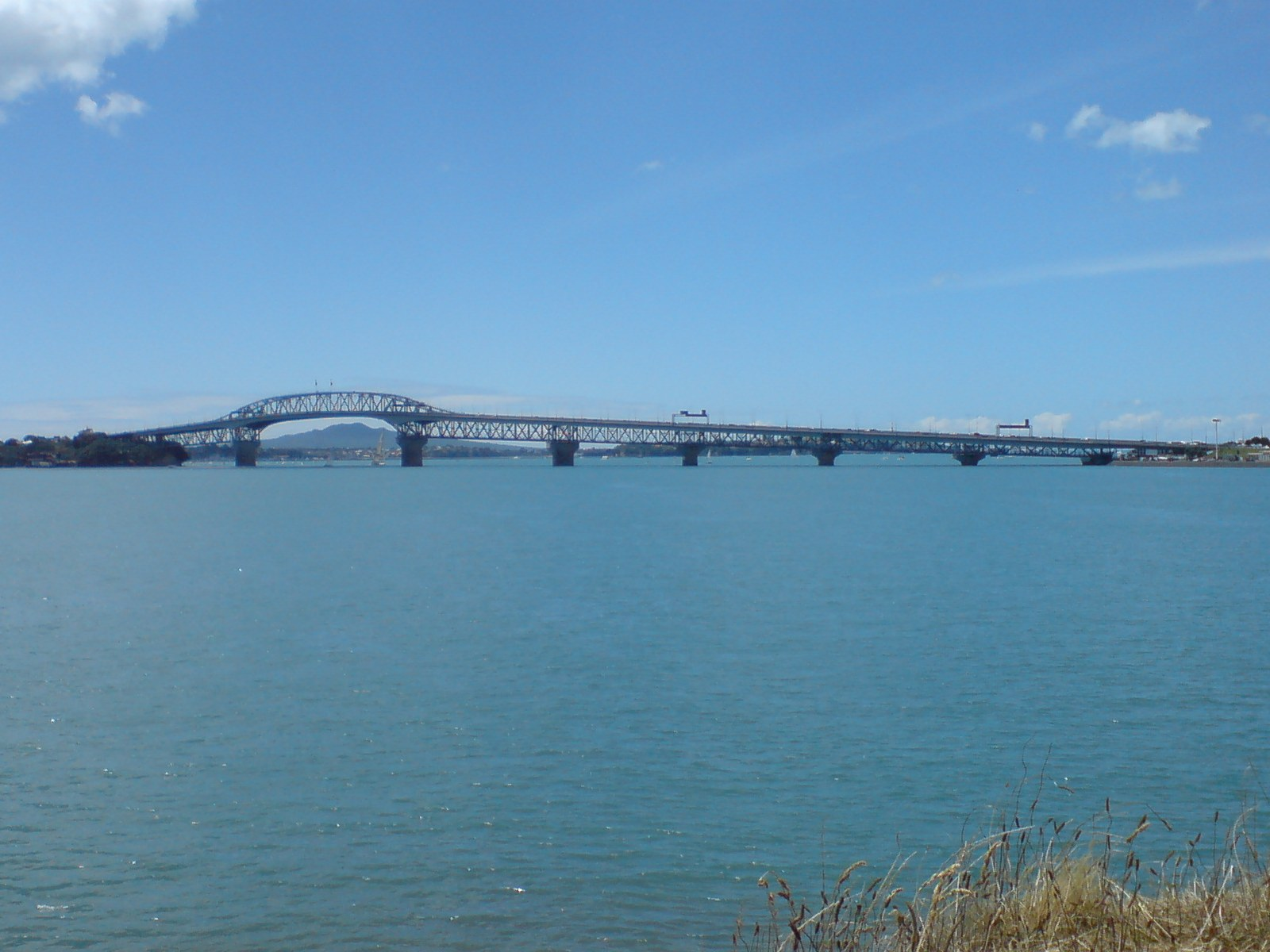
由奧克蘭海灣大橋西邊看到的景像
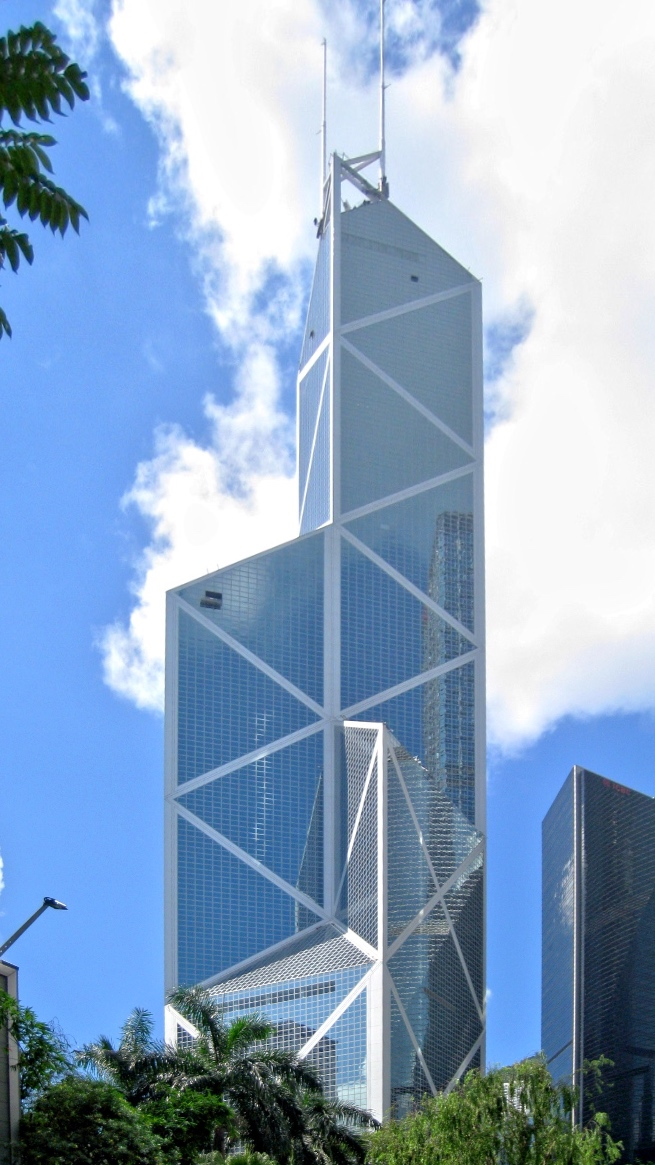
香港中銀大廈外部有明顯可見的桁架結構
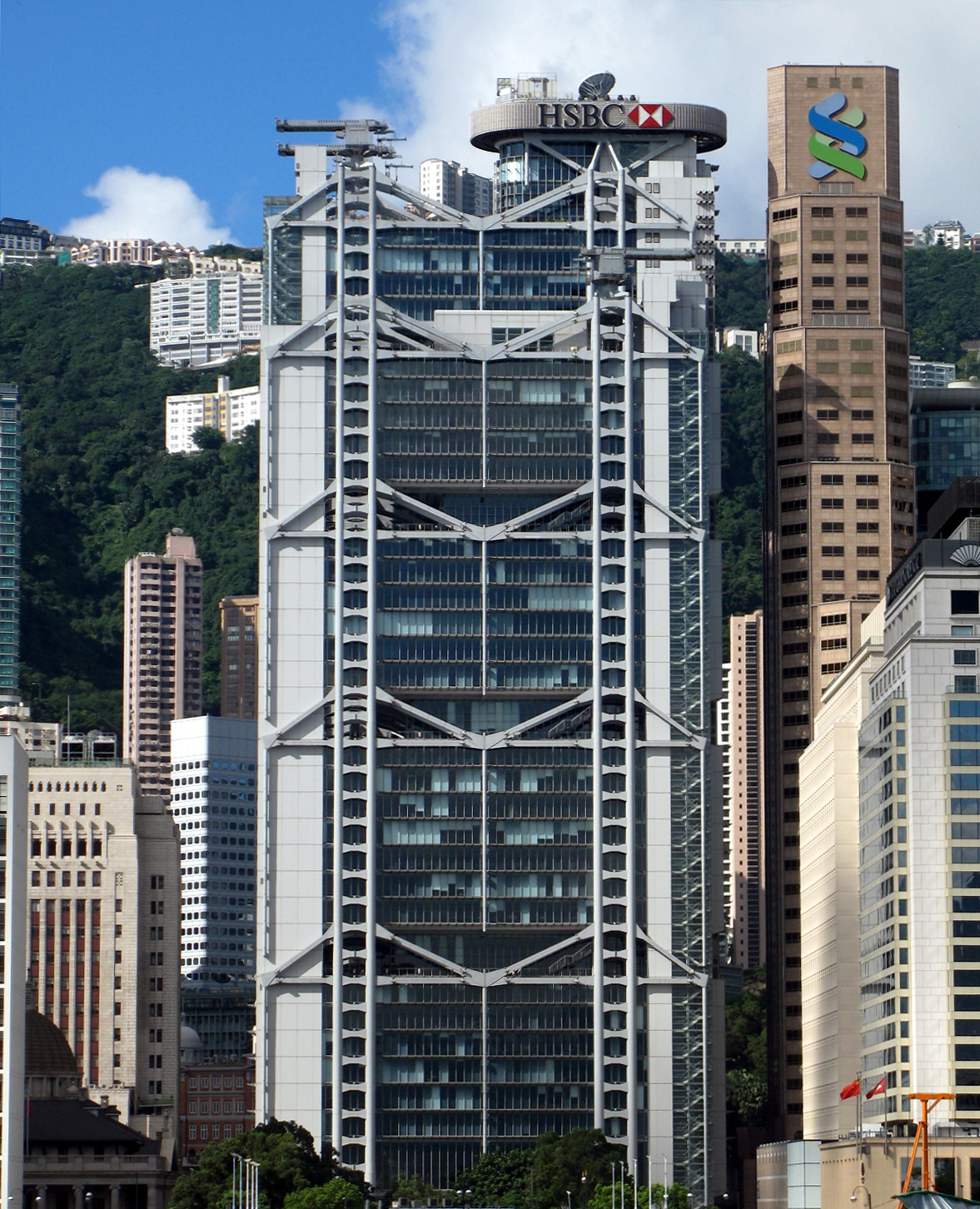
香港滙豐總行大廈外部有明顯可見的桁架結構
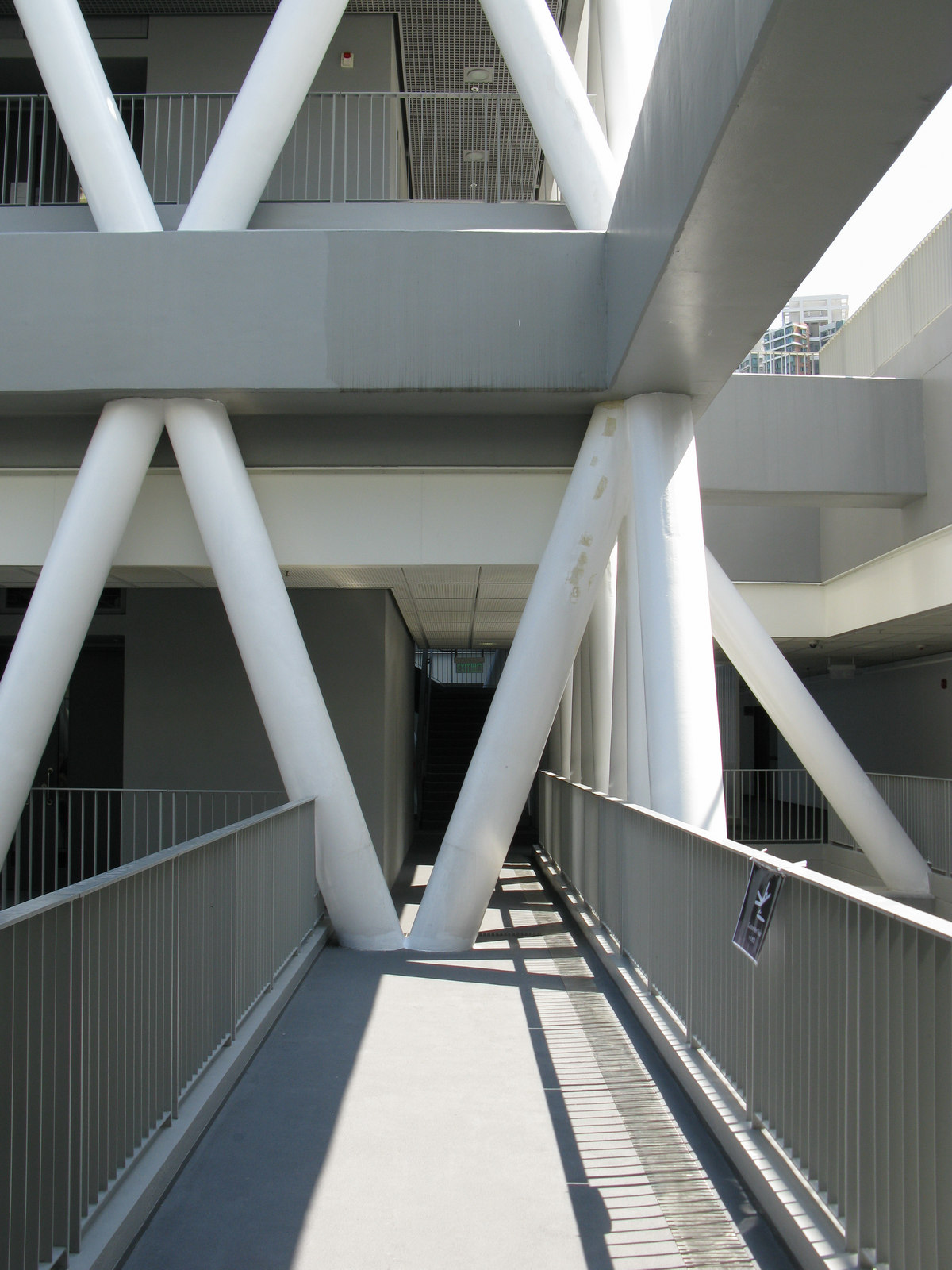
香港知專設計學院明顯採用桁架結構建築技術
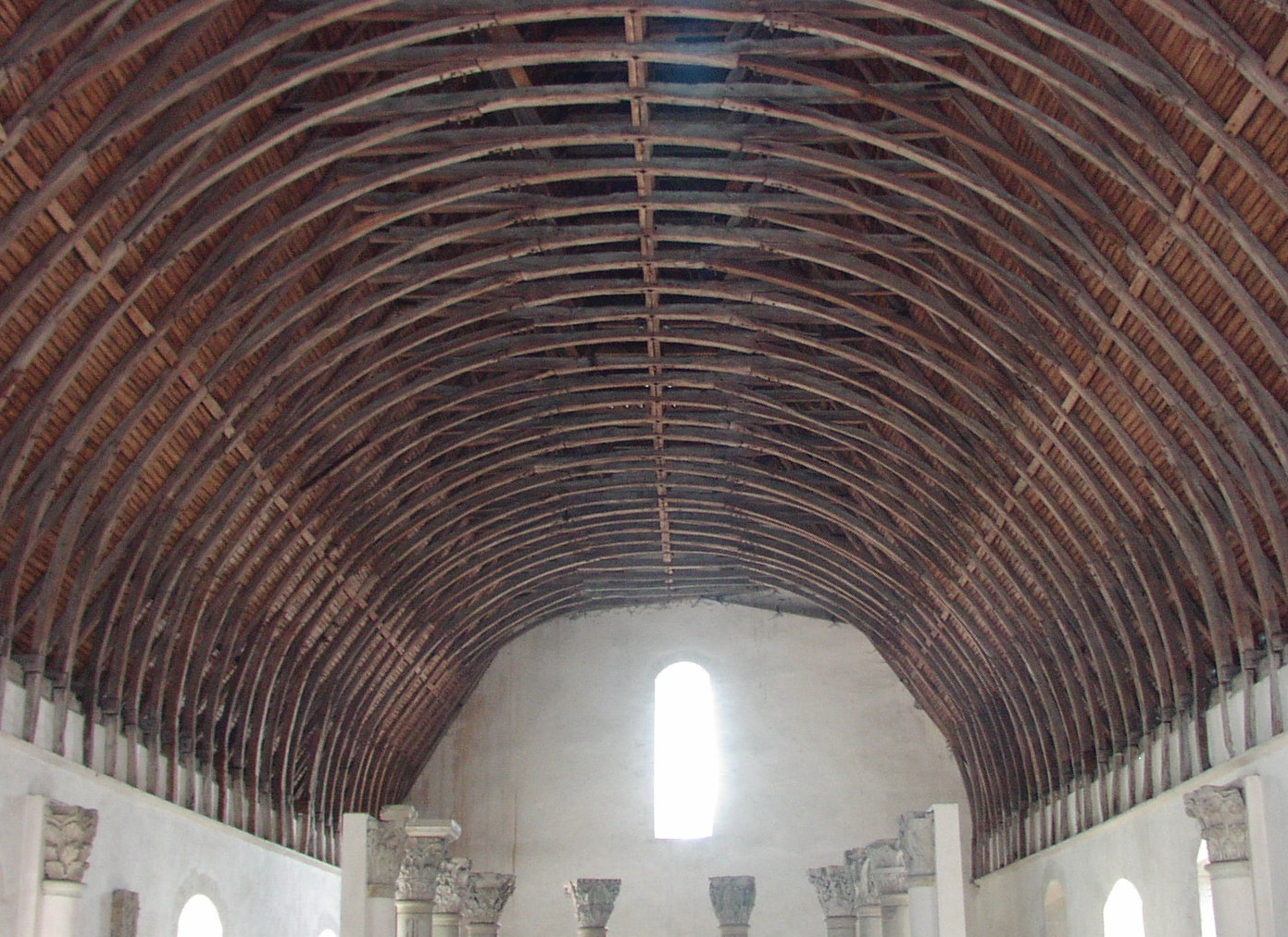
法國克呂尼隱修院配樓的屋架
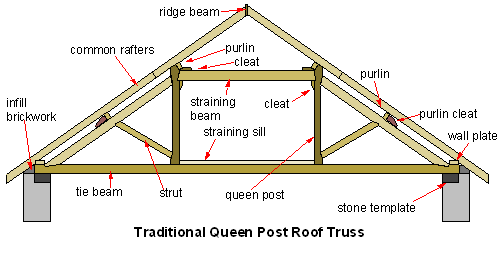
木材屋架中的一部份
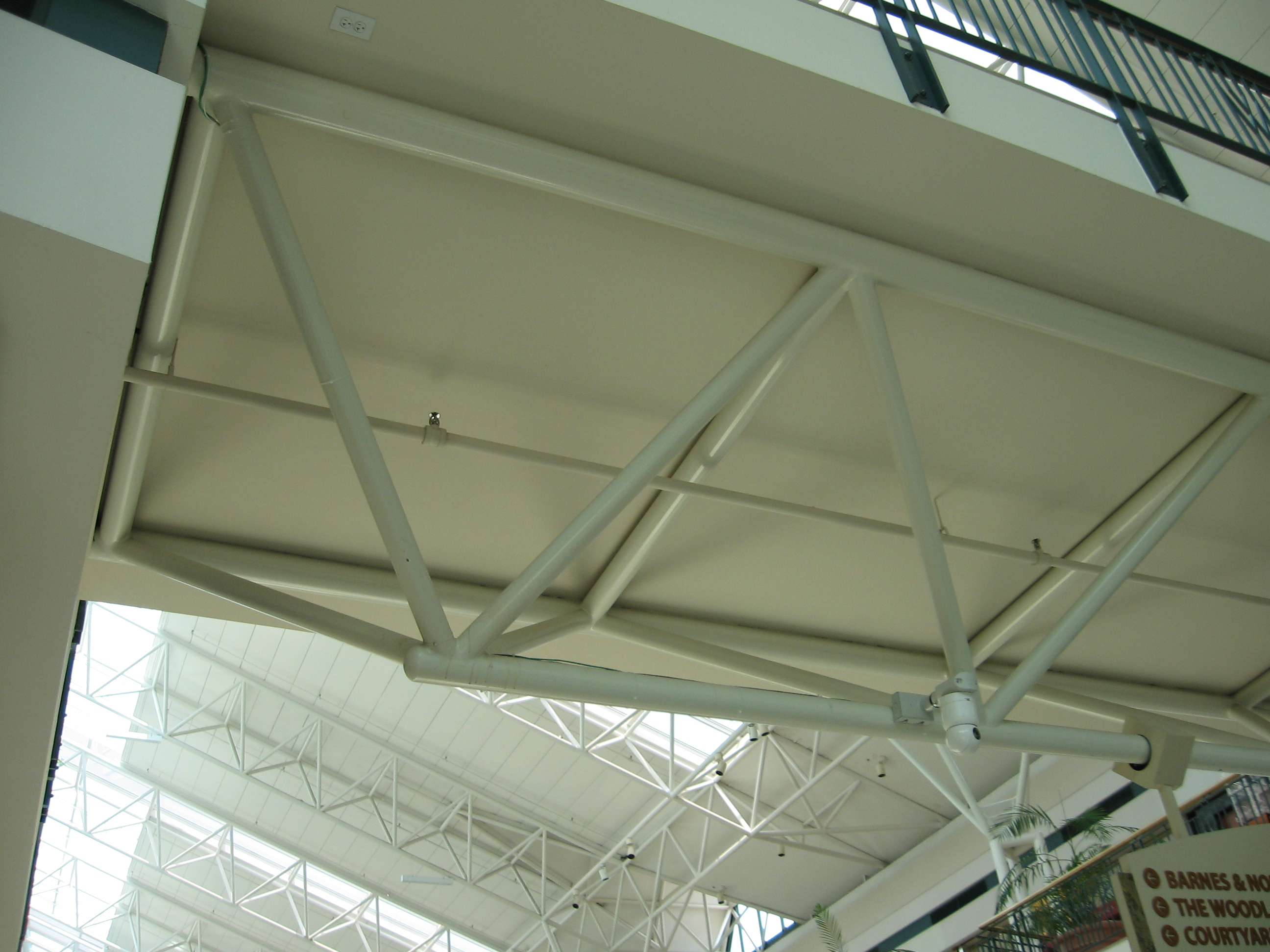
輸電桿塔（英语：Electricity pylon）

## 註解
1. ↑  「桁」，拼音：，注音：，音同「衡」